# Subsessor bocourti
Subsessor bocourti – gatunek węża z rodziny Homalopsidae, jedyny przedstawiciel rodzaju Subsessor. Występuje w zachodniej Malezji, Kambodży, Tajlandii i Wietnamie; stwierdzono go także w Chinach, choć przypuszczalnie były to osobniki introdukowane. Żywi się głównie rybami, może też zjadać młode żaby.